# Miguel Sánchez
Miguel Sánchez (1594–1674) was een Mexicaans priester, schrijver en theoloog. Hij is bekend geworden door zijn publicatie in 1648 van Imagen de la Virgen María, een beschrijving en theologische interpretatie van de verschijning van van Onze-Lieve-Vrouw van Guadalupe aan Juan Diego. Hij werd daarmee de eerste van de zogenaamde 4 evangelisten van Onze Lieve Vrouw van Guadalupe.
Sánchez werd geboren in Nieuw-Spanje (Mexico) en studeerde aan de koninklijke en pauselijke universiteit van Mexico-stad. Hij fungeerde als kapelaan aan de kapel van Onze Lieve Vrouw van "Los Remedios", en in 1662 werd hij lid van de aartsbroederschap van seculiere priesters, wat later werd omgezet tot het eerste  Oratorium van Philippus Neri in Mexico.
Hij is begraven in het heiligdom van de maagd van Guadalupe in Mexico City.
- Bibliothèque nationale de France: cb14445502h (data)
- Gemeinsame Normdatei: 118937901
- International Standard Name Identifier: 0000 0000 3808 0043
- Library of Congress Control Number: n98057844
- SNAC: w6225vh3
- Virtual International Authority File: 32217889
- WorldCat: E39PBJbtkBJ3Kfm98MGfwdHV4q